# Vinegar Joe
Vinegar Joe est un groupe de musique anglais actif entre 1971 et 1974.
Le groupe est surtout connu pour la présence d'Elkie Brooks et de Robert Palmer parmi ses membres avant le lancement de leur carrière solo.

## Histoire
Vinegar Joe est issu de Dada, un groupe de fusion jazz/blues rock de 12 musiciens influencé par les artistes de la maison de disques Stax. Dada a sorti un album éponyme en 1970, avec une formation comprenant le chanteur Elkie Brooks et le guitariste Pete Gage. Le chanteur Robert Palmer, anciennement du groupe Alan Bown Set, a rejoint Dada après l'enregistrement de l'album. Dada a été signé par Ahmet Ertegun pour Atlantic Records. Après leur tournée aux États-Unis, Ahmet les a sous-licenciés à Chris Blackwell d'Island Records pour le Royaume-Uni et le reste du monde, avec des instructions pour réduire la formation et ainsi  former Vinegar Joe en 1971, en ajoutant le claviériste Dave Thompson, mais le groupe était toujours sans batteur. Phil Collins avait postulé sans succès pour le poste. Conrad Isidore et Rob Tait ont joué de la batterie sur le premier album. Tim Hinkley a ajouté des claviers aux côtés de Dave Thompson et c'est Hinkley qui est apparu sur la couverture du premier album. Leur premier LP Vinegar Joe est sorti en avril 1972 sur Island Records au Royaume-Uni et Atco Records aux États-Unis. La couverture de l'album présentait des modèles en pâte à modeler du groupe créé par John Padley.
Tim Hinkley a succédé à Thompson aux claviers et a été remplacé par John Hawken. Le batteur Rob Tait a joué la première série de spectacles live suivie par John Woods. Mike Deacon a pris le relais aux claviers. Lors de l'enregistrement de leur deuxième album, Rock'n Roll Gypsies, également sorti en 1972, Keef Hartley jouait de la batterie. Le guitariste Jim Mullen a également rejoint le groupe sur l'album et a joué sur la tournée américaine. La couverture de l'album a été réalisée par Hipgnosis. Le batteur Pete Gavin a rejoint le groupe avant la tournée américaine et l'enregistrement de leur troisième et dernier album Six Star General sorti en 1973. Le groupe s'est dissous au printemps 1974. Alan Powell a joué de la batterie pendant les dernières semaines du groupe.
Par la suite, Brooks et Palmer ont connu du succès en tant que musiciens solo. Gage est devenu producteur de disques et arrangeur, travaillant avec Brooks, sa femme, jusqu'à leur divorce, et une gamme de musiciens tels que Joan Armatrading et se spécialisant dans les groupes rockabilly et punk à venir, notamment Restless et King Kurt.

## Discographie

### Albums
- Dada :
- Dada (1970)

- Vinegar Joe :
- Vinegar Joe (1972)
- Rock'n Roll Gypsies (1972)
- Six Star General (1973)

### Compilations
- Six Star Gypsies (1994)
- Speed Queen of Ventura: An Introduction to Vinegar Joe (2003)

## Musiciens du groupe
- Elkie Brooks - chant (1971–1974)
- Robert Palmer - chant (1971–1974)
- Pete Gage - guitare (1971–1974)
- Steve York - basse (1971–1974)
- Dave Thompson - claviers (1971–1972)
- Conrad Isidore - batterie (1971–1972)
- Rob Tait - batterie (1971–1972)
- John Hawken - claviers (1972)
- John Woods - batterie (1972)
- Mike Deacon - claviers (1972–1974)
- Keef Hartley - batterie (1972–1973)
- Jim Mullen - guitare (1972–1974)
- Pete Gavin - batterie (1973–1974)
- Alan Powell - batterie (1974)

## Musiciens additionnels
- Dave Brooks – saxophone
- Tim Hinkley – claviers
- Nick South – basse
- Gasper Lawall – percussions